# Estação de Champ de Mars - Tour Eiffel
A Estação de Champ de Mars - Tour Eiffel é uma estação ferroviária francesa da Linha de Invalides a Versailles-Rive-Gauche localizada no limite do bairro do Gros Caillou do 7.º arrondissement e do bairro de Grenelle do 15.º arrondissement de Paris. Entre fevereiro de 1867 e a década de 1930, várias estações, abertas pela Compagnie des chemins de fer de l'Ouest, se sucederam no local. A estação atual foi inaugurada em 1979 pela Société nationale des chemins de fer français (SNCF). Ela é servida pelos trens da linha C do RER.
Se hoje ela é composta por instalações menores, a Estação de Champ de Mars tem uma longa história, ligada às Exposições Universais de 1867, 1878, 1889 e 1900, das quais foi um dos acessos principais.

## Situação ferroviária
Estação de bifurcação, ela está situada a oeste da 7.º arrondissement de Paris, na margem esquerda do Sena. Estabelecida a de 30,8 m de altitude, está localizado no ponto quilométrico (PK) 1.970 da linha de Invalides a Versailles-Rive-Gauche. Ela é também a origem, na bifurcação de Boulainvilliers, em PK 2.460, da linha de Ermont-Eaubonne a Champ-de-Mars (VMI).

## História

### Primeira estação (1867)
Para atender à Exposição Universal de 1867, realizada no Champ-de-Mars, o acordo que outorgava à Compagnie de l'Ouest a Petite Ceinture Rive-Gauche previa a criação de um ramal temporário entre a Ceinture e o Campo de Marte, de março. Esta linha de 3 km se separa da Ceinture na estação de Grenelle-Ceinture, corre ao longo do Sena até o seu terminal. Esta primeira estação de Champ de Mars foi inaugurada em 1 de fevereiro de 1867 para carga e 1 de abril de 1867 para passageiros, na esquina entre o quai Branly e a avenue de Suffren. Após a exposição, que terminou em 7 de novembro de 1867, a estação e suas quatro vias na plataforma fechada aos passageiros em 18 de novembro de 1867, depois de hospedar quase um milhão e meio, ou cerca de 10 % do número de visitantes. A estação e a linha provisória foram então destruídas e não havia mais elementos em 31 de março de 1868.

### Segunda estação (1877-1894)
Uma nova exposição universal sendo realizada no Campo de Marte de 1 de maio de 1878 a 31 de outubro de 1878, a West Company concorda, a pedido do Estado, em restabelecer o ramal de Grenelle-Ceinture ao Campo de Marte, tanto para permitir o transporte de carga permitindo a construção da infraestrutura da Exposição quanto para garantir o acesso de passageiros, em uma época em que o transporte público parisiense se limitava aos ômnibus da Compagnie générale des omnibuses e aos fiacres. A conexão foi concluída em 25 de novembro de 1877, e o tráfego de carga começa em dezembro de 1877. Um edifício de passageiros é encomendado ao arquiteto Juste Lisch; esta concebe um vasto edifício, composto por um edifício central enquadrado por dois pavilhões, edificados em estrutura metálica, com enchimento de tijolos policromados, assente sobre base em pedra da sua dimensão. A estação tem duas plataformas de 180 m de comprimento que podem acomodar quatro trens; foram acrescentadas, atrás do edifício do buffet da estação, sete vias de manobra ou de estacionamento (incluindo cinco para carga) e uma faixa de entrada no Champ-de-Mars para garantir a entrega de carga a pé de obra.
Ao contrário da anterior, a estação não é destruída após a exposição. Está novamente ativo para a Exposição Universal de 1889, onde ela está situada aos pés da novíssima Torre Eiffel. Está ligada à linha da Petite Ceinture, mas também à linha Moulineaux, inaugurada a tempo da exposição. A estação está novamente ligada ao recinto de feiras por caminhos-de-ferro destinados a abastecer a exposição com bens e materiais de construção. Para o efeito, a estação de baixa velocidade está encerrada durante o período da exposição. Durante os oito meses das festividades, a estação acomoda 2 213 926 passageiros e, por exemplo, mais de 70 000 passageiros para o único dia de 10 de junho.
O serviço de passageiros foi encerrado em 1894 e, como os novos projetos de extensão da linha para Les Invalides não o incluíam, o edifício de 1878 foi desmontado e remontado em Asnières-sur-Seine em 1897, onde ainda está presente.

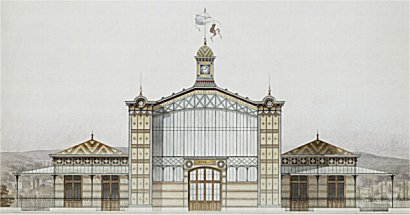
La gare de 1878.
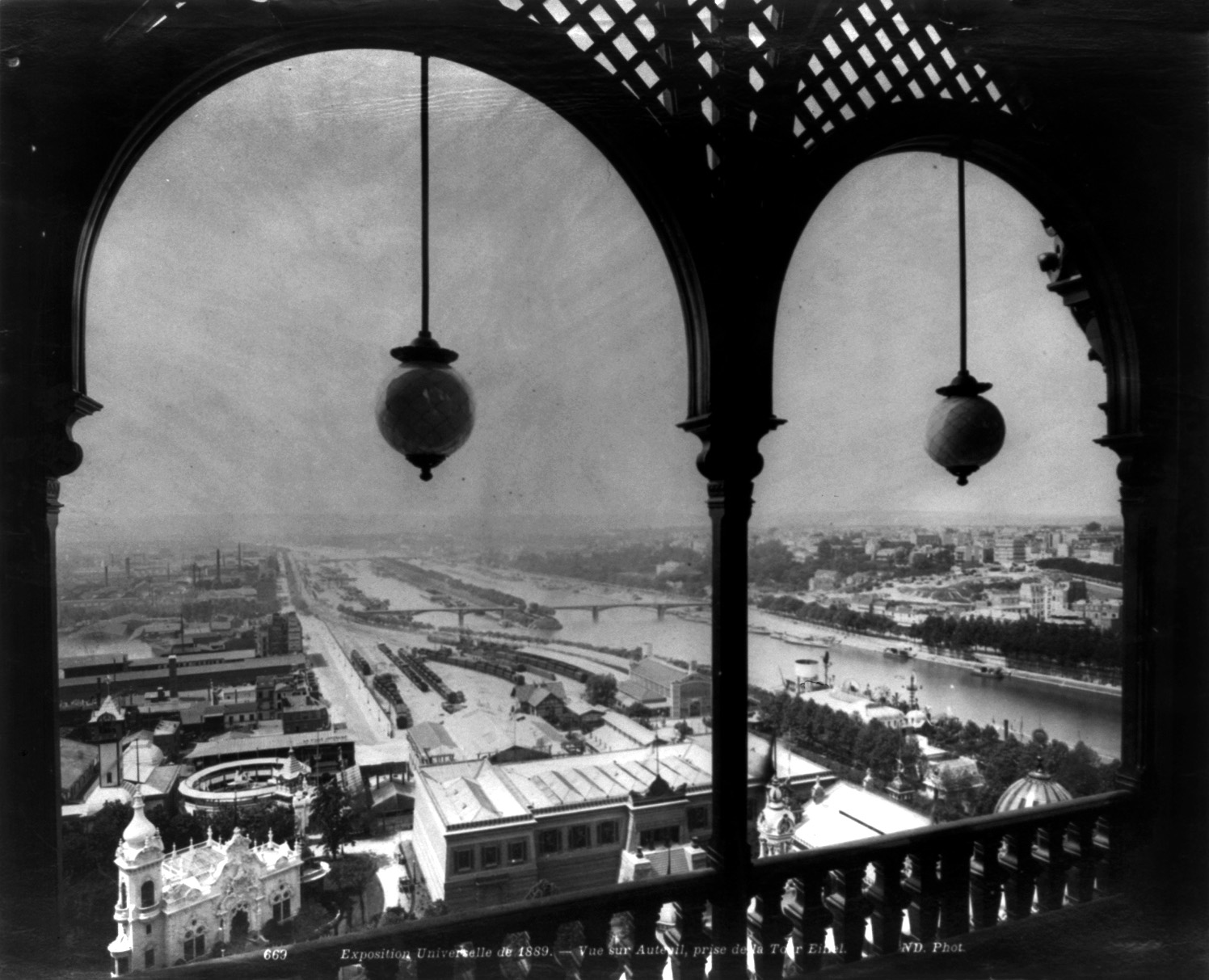
La gare en 1889, depuis la tour Eiffel.

### Terceira estação (1900-1935)
Para a Exposição Universal de 1900, uma nova estação foi instalada em uma trincheira ao longo do Sena, na extensão que levava aos Invalides. Uma grande estação também é construída nas proximidades com o único propósito da exposição. São vinte pistas e dez plataformas para receber os visitantes. Está também equipado com duas pontes giratórias de 17 e 9 metros, duas fossas para fossas e ainda um tanque de água de 150 m3.
Uma ligação entre o pequeno cinturão (ramal da linha de Auteuil ao sul da estação da Avenue Henri-Martin) e a estação Champ de Mars é estabelecida pela Compagnie de l'Ouest através da estação de Boulainvilliers incluindo uma passagem subterrânea em Passy e uma ponte sobre o Sena para servir a Exposição Universal de 1900. A estação de Champ de Mars recebia seis trens por hora em tração a vapor por este ramal de Boulainvilliers, saindo da Gare du Nord pela estação de Courcelles-Ceinture e saindo de Paris-Saint-Lazare. De 12 de abril a 12 de novembro, a estação Champ de Mars acomodou 10 250 000 passageiros.
Como a linha de Invalides a Versailles-Rive-Gauche ainda não foi concluída, uma ligação de tração elétrica circulava de Champ-de-Mars à nova estação de Invalides durante a exposição.
Após o evento, a estação da exposição foi fechada ao tráfego de passageiros e substituída por uma estação de passagem da linha de Invalides. O terminal dos trens que passam pela conexão de Boulainvilliers é então transferido para a estação de Invalides e a estação de Champ de Mars é usada principalmente para o transporte de carga antes de se especializar no transporte de carvão. Ela possuía depósito de vapor, antes de acomodar as automotrizes da linha de Invalides a Versalhes, totalmente aberta em 31 de maio de 1902.
Em 1913, os trens da linha de Les Moulineaux não serviam mais à estação Champ de Mars: o terminal foi realmente adiado para Issy-Plaine. O dos trens que partem de Saint-Lazare e passam pela conexão de Boulainvilliers também foi limitado em 1913 à estação de Champ de Mars em correspondência com a linha de Invalides. Esta ligação abolida em 1917 foi substituída em 1919 por uma ligação em tração elétrica limitada a uma ligação da estação de Avenue Henri-Martin à estação de Champ de Mars, ela própria abolida em 1924.
Em 1928, o depósito de Champ de Mars contava com uma força de trabalho de 246 agentes.
Durante a preparação da Exposição Universal de 1937, as instalações pareciam cada vez mais mal integradas ao ambiente residencial que se desenvolveu em torno do Champ-de-Mars; as várias instalações da estação de 1900 foram desmontadas para serem reaproveitadas no novo local previsto para a atividade de mineração de carvão em Vaugirard. A estação de carga fechou em 31 de março de 1935, seu tráfego sendo transferido para os três locais de Vaugirard, Grenelle e Les Moulineaux. Os terrenos desocupados na esquina da avenue de Suffren e do quai Branly foram cedidos à cidade de Paris que abriu entre essas duas pistas em 1937 a rue Jean-Rey.
Durante a exposição de 1937, o depósito de vapor desapareceu por sua vez. Apenas um edifício é preservado, tendo como nova função ser galpão do material rodante da linha de Invalides. Em 1947, o depósito elétrico contava com 51 condutores, 52 motrizes e 37 reboques. Está localizado entre a rue de la Fédération e a nova rue Jean-Rey. Em 1 de outubro de 1971, o depósito elétrico foi também fechado: já não há mais vestígios das instalações no bairro, tendo o terreno sido reaproveitado pela Prefeitura de Paris para a construção do centro esportivo Émile-Anthoine ou vendido para a construção de vários edifícios. No local das instalações ferroviárias desaparecidas, ao norte da rue Jean-Rey, além do centro esportivo já mencionado, as instalações parisienses do Centro de Informação e Documentação da Juventude e, ao sul, a Embaixada da Austrália na França (que também abriga a sede da Agência Internacional de Energia), a sede da União Internacional de Ferrovias — que de certa forma perpetua a vocação ferroviária do local — e dois grandes hotéis de quatro estrelas do grupo AccorHotels: o Mercure Paris centre Tour Eiffel e o Pullman Paris Tour Eiffel.

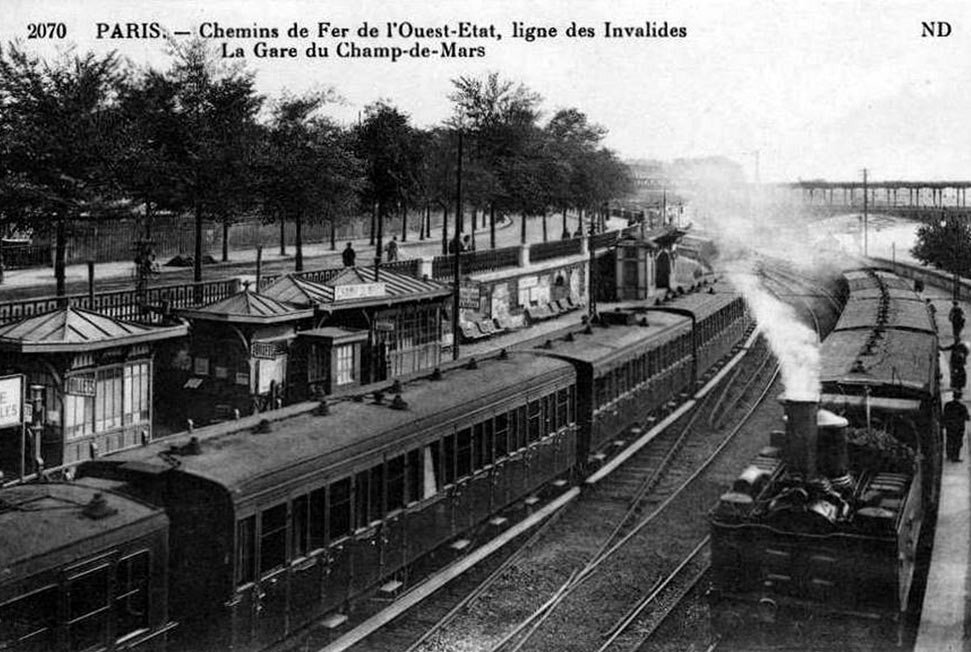
La gare à l'époque de la traction à vapeur.
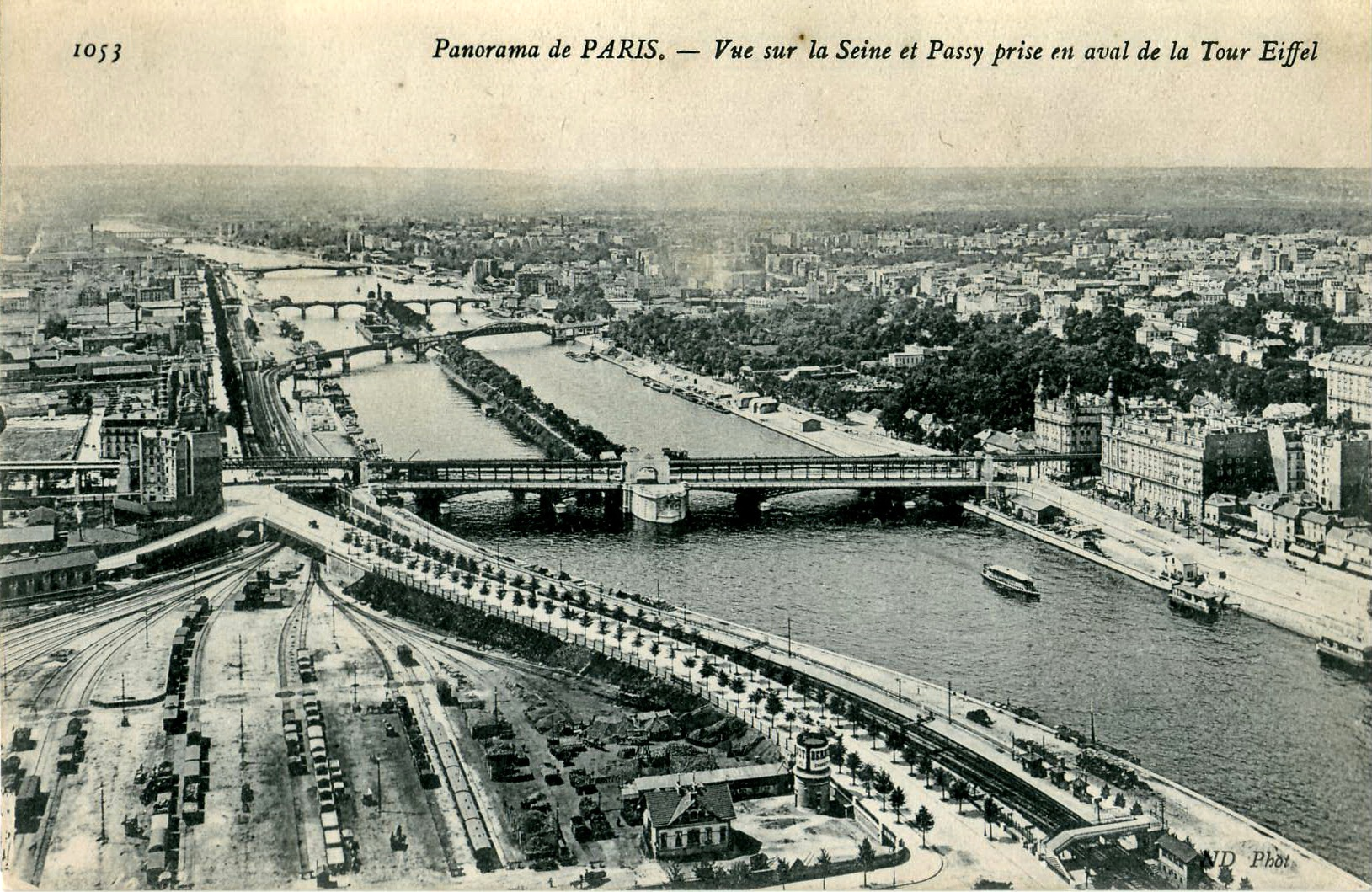
La gare de 1900, vue depuis la Tour Eiffel, et la succession des ponts sur la Seine.
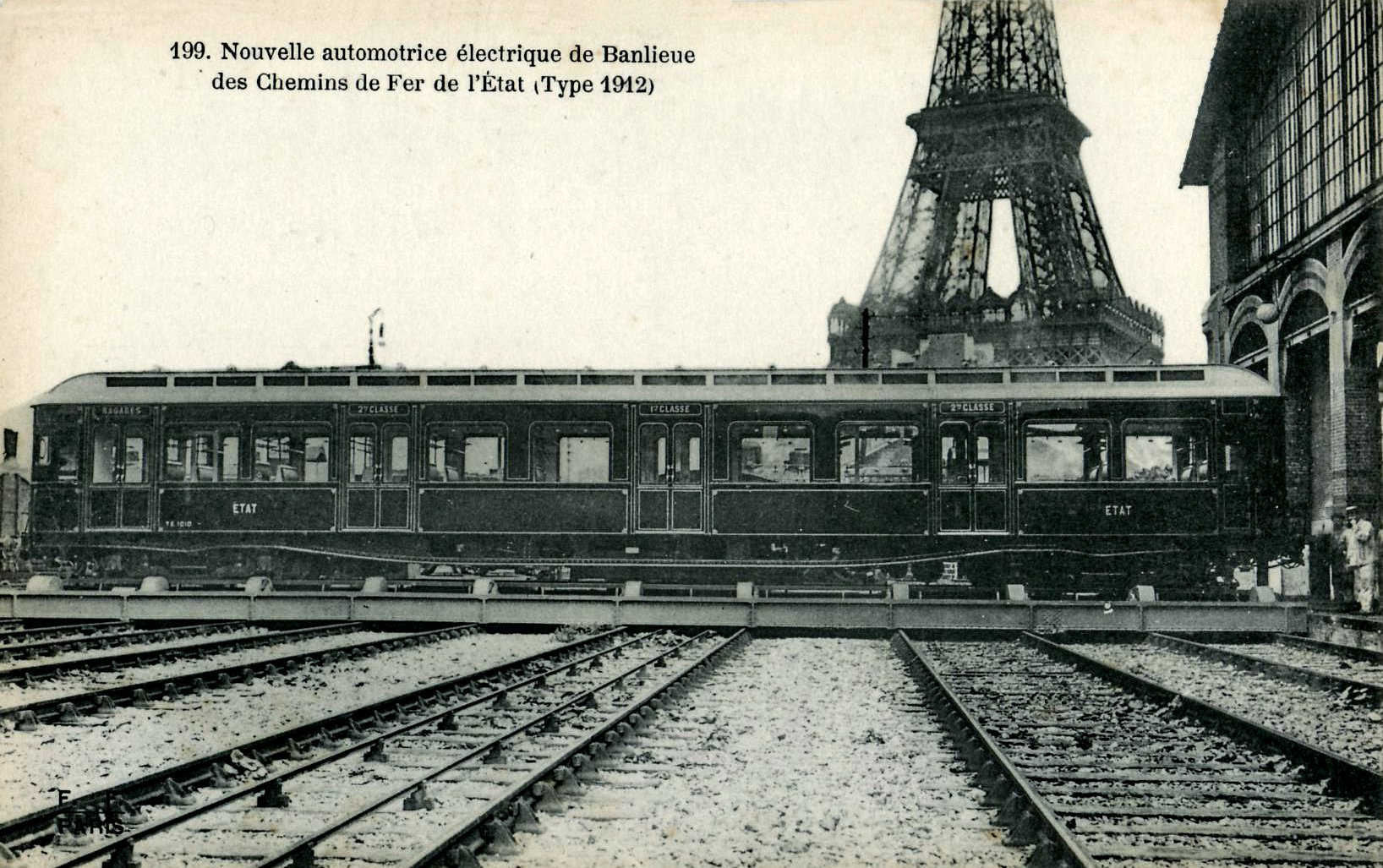
Le dépôt du Champ de Mars, vers 1912, avec une automotrice de 1e série sur le chariot transbordeur.

### Estação atual (desde 1979)

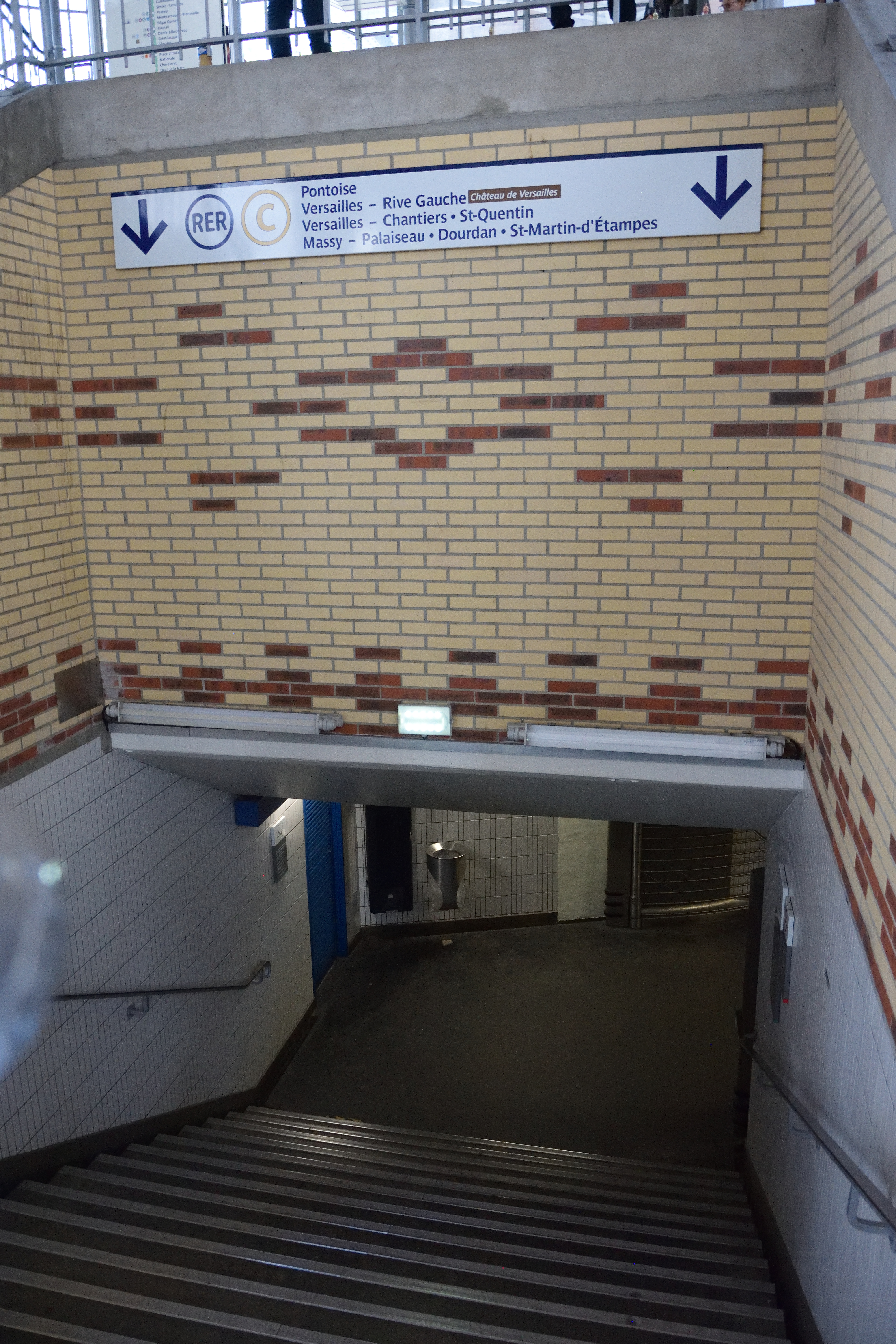
Entrada da estação acessível pela linha 6 do metrô

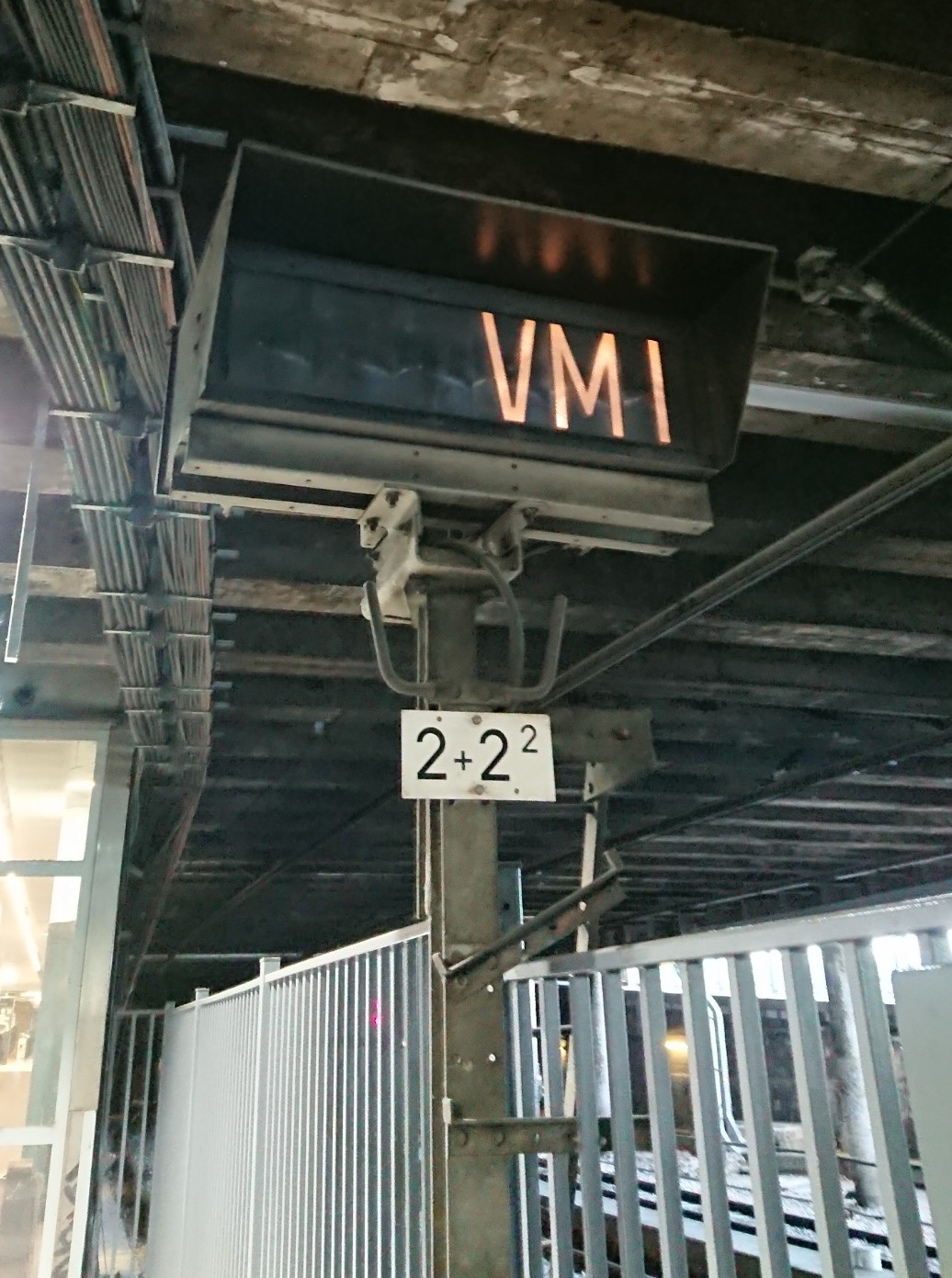
Sinal de sinalização ferroviária que indica ao maquinista a direção dada pelo AMV a jusante, aqui, em direção ao VMI

Em 1979, um túnel de aproximadamente 1100 m foi construído entre a estação de Orsay e a estação de Invalides. Uma nova estação foi estabelecida a noroeste de Champ-de-Mars nesta Transversale Rive Gauche assim constituída. Essa transversal se tornou a linha C do RER em 1980. A ligação Boulainvilliers, encerrada em 1924, é utilizada para a construção do ramal noroeste do RER C, conhecido como “Linha Vallée de Montmorency - Invalides” (VMI), inaugurada em 1988 que serve a estação de Champ de Mars.
Em 2018, segundo estimativas da SNCF, a frequência anual da estação era de 8 792 500 passageiros (número arredondado para a centena mais próxima).

## Serviço aos passageiros

### Entrada
A estação tem um balcão da Transilien aberto todos os dias a partir das 6 h 15 a 0 h 25. As máquinas de venda automática Transilien estão disponíveis e adaptadas para pessoas com mobilidade reduzida; também é equipado com distribuidores automáticos para trens de grandes linhas.

### Ligação
Ela é servida por trens da linha C do RER, na junção dos ramais C5 e C7 de um lado (ramais do Transversale-Rive-Gauche [TRG]) e C1 e C3 de outro lado (Vallée de Montmorency - Invalides [VMI]).

### Intermodalidade
A estação oferece conexão com a linha 6 do metrô na estação Bir-Hakeim, por meio de um corredor de ligação subterrâneo situado sob a parte sudoeste do quai Jacques-Chirac.
Também é servido pelas linhas 30 e 82 da rede de ônibus da RATP e, a curta distância, pelas linhas 42, 69 e 86 dessa mesma rede.

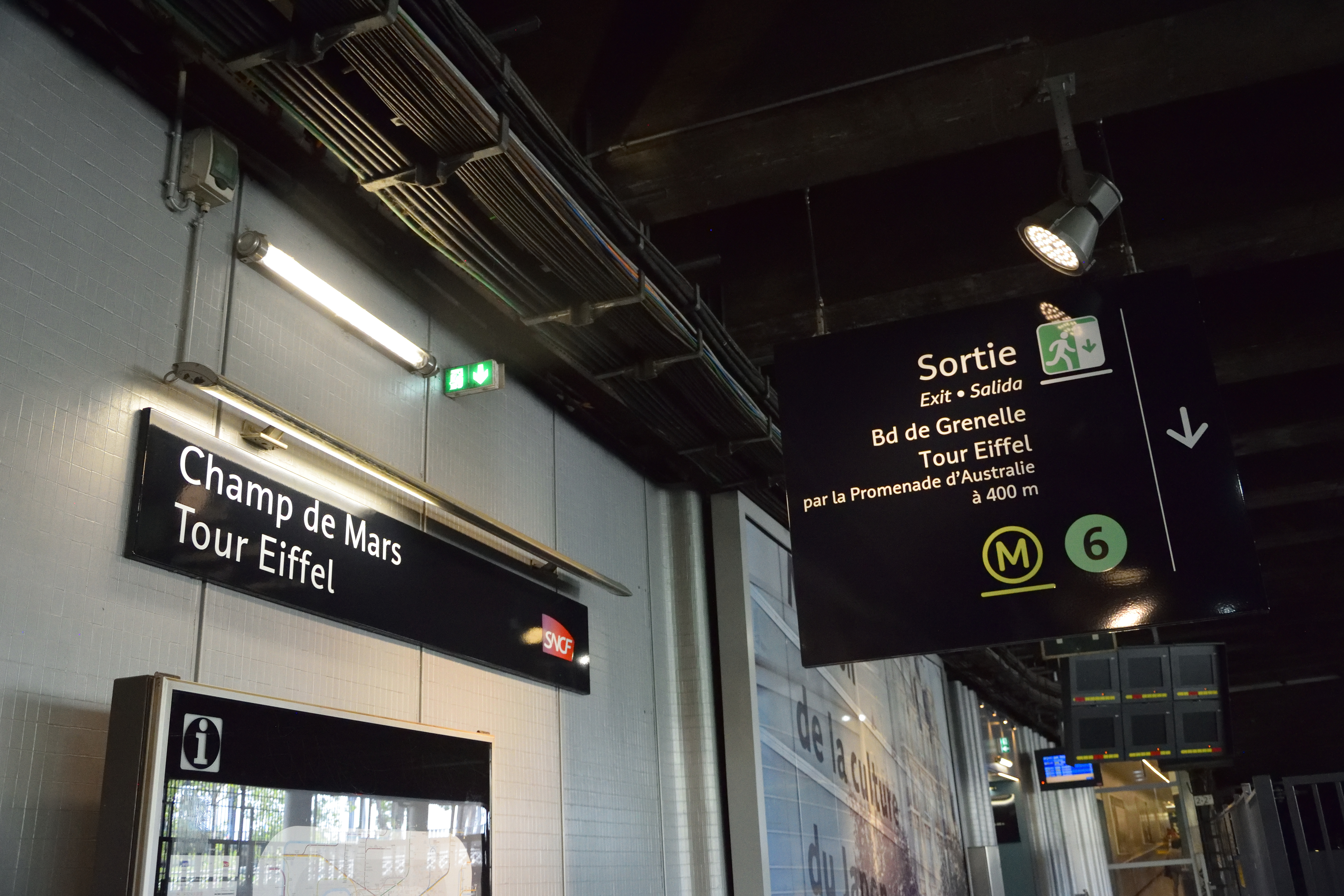
Panneaux indicateurs avec nom de la station et de la correspondance vers la ligne 6 du métro.
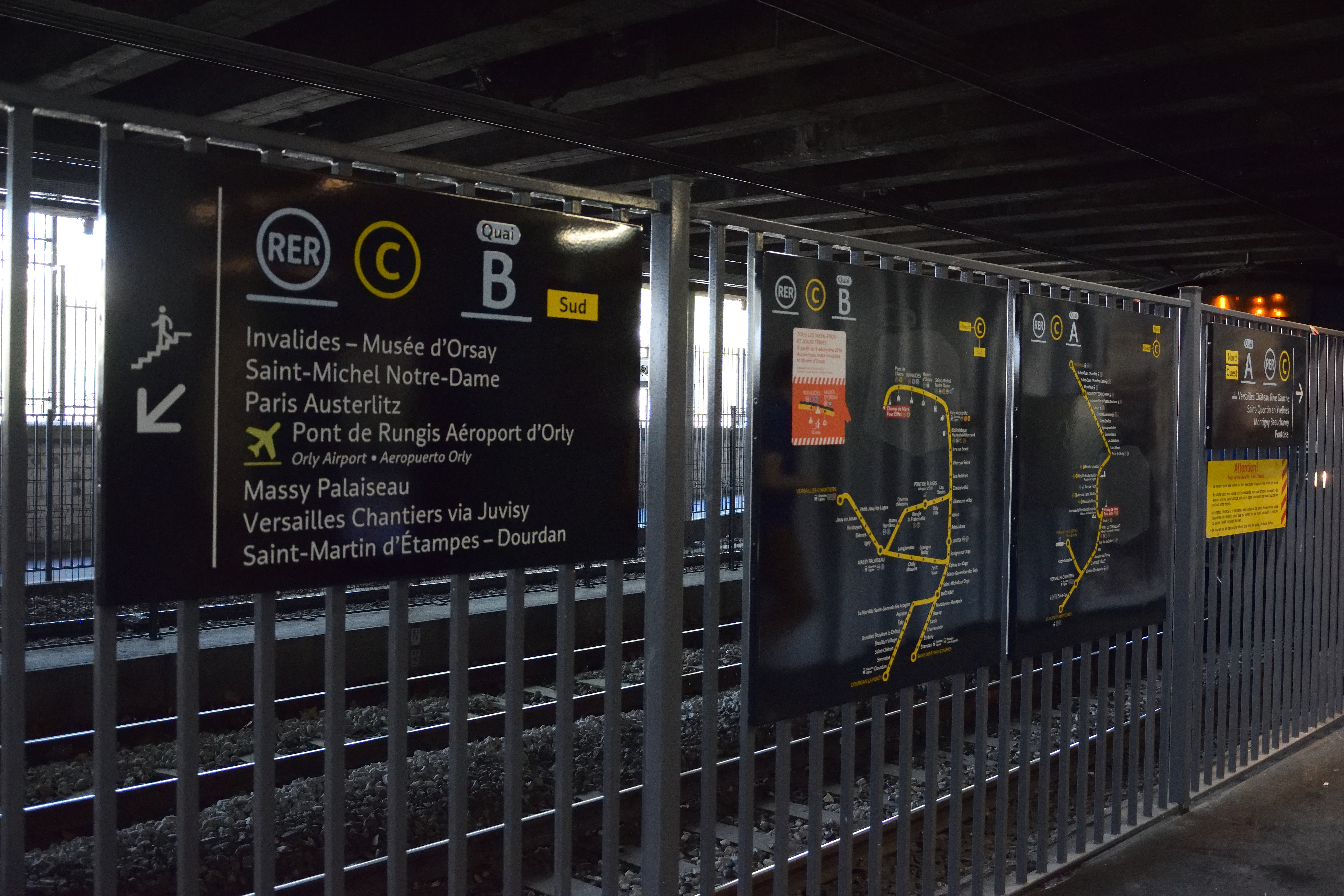
Panneaux d'informations et plan de la ligne du RER C.
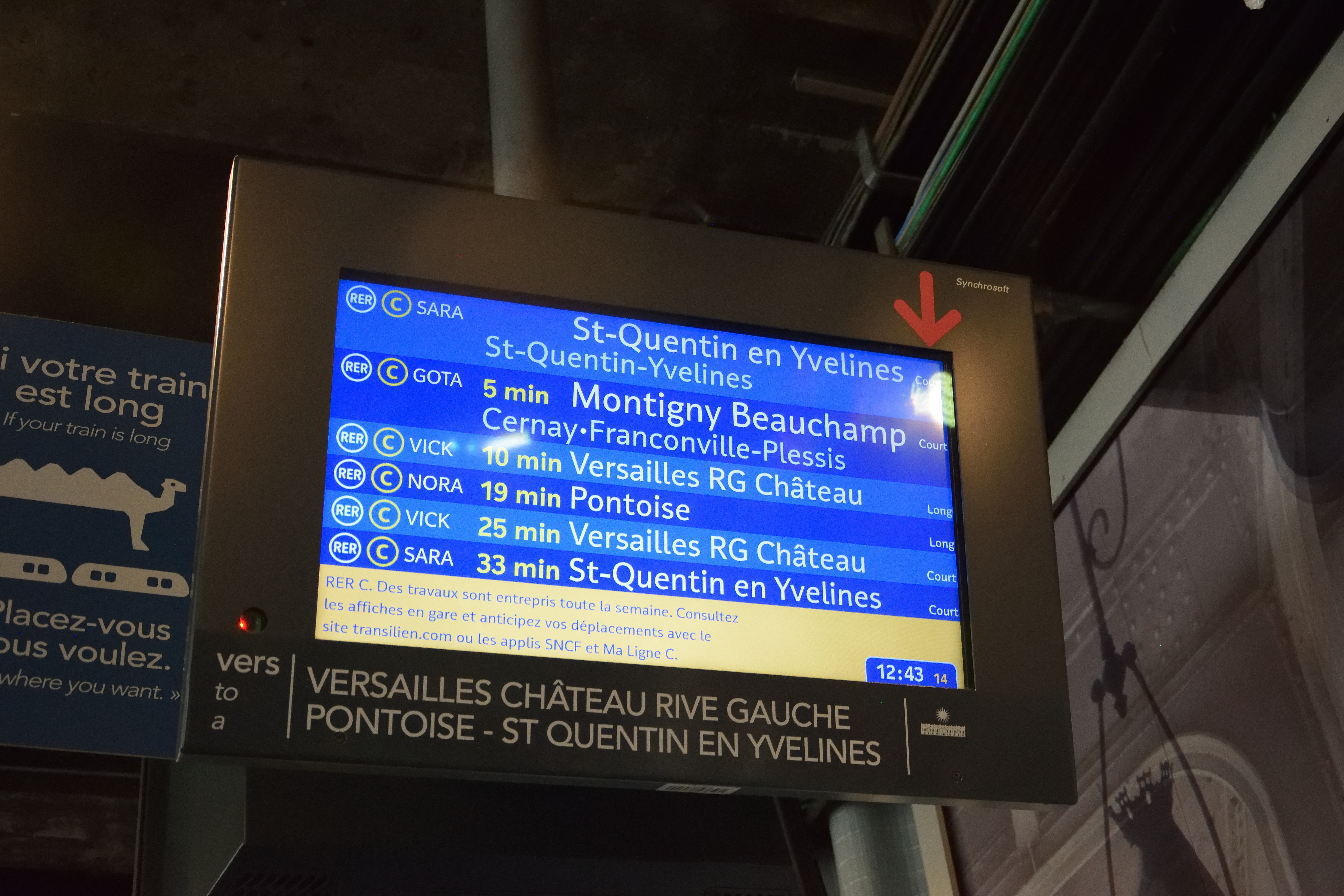
Écran d'affichage du temps d'attente des prochains trains.
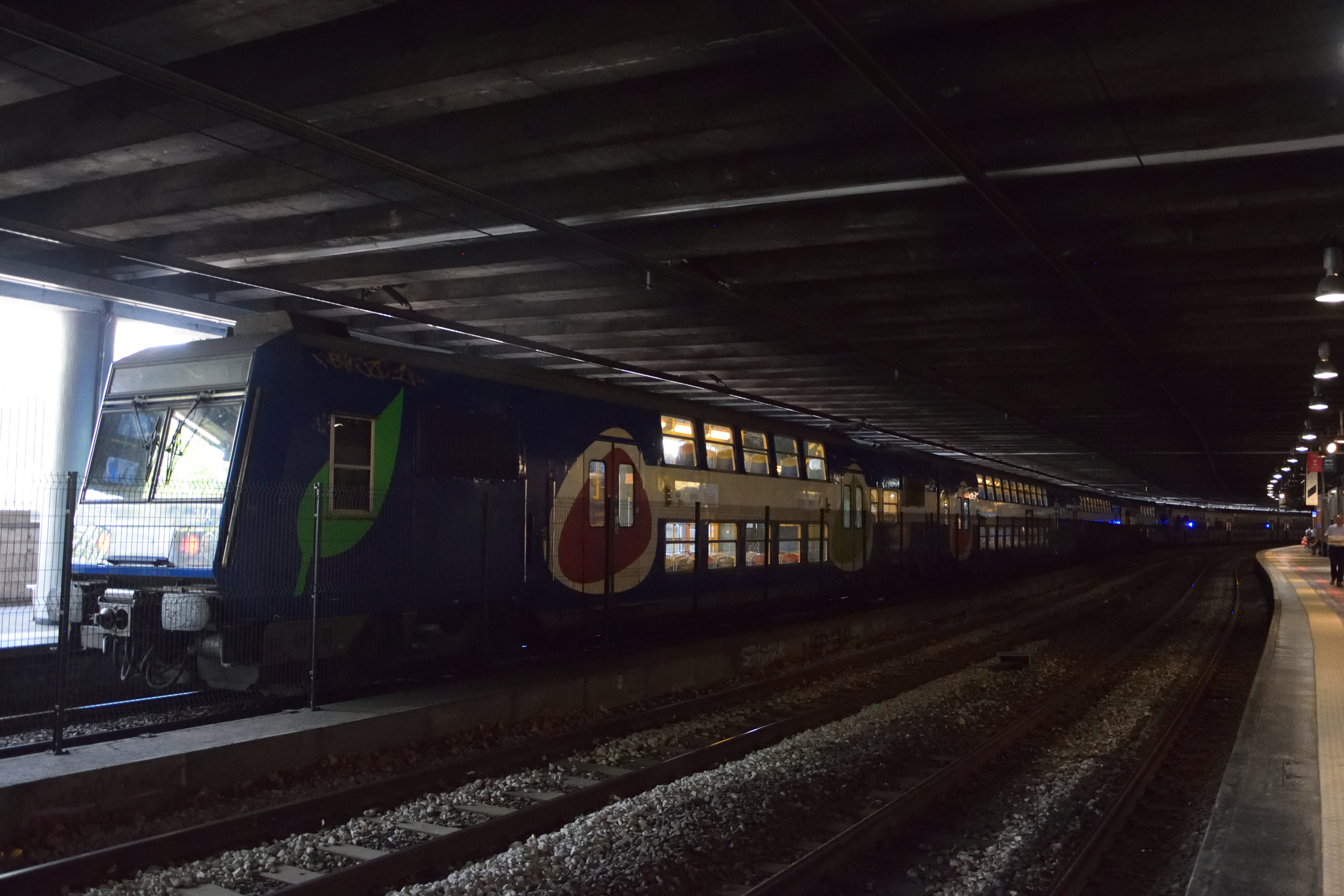
Train à destination de la gare des Invalides.

## Pontos turísticos
- A Torre Eiffel e o Campo de Marte
- O Trocadéro e o Palais de Chaillot